# Христина Вълчанова
Христина Вълчанова е българска археоложка, специализира основно в областта на праисторията. Като дългогодишен изследовател, работи изцяло на територията на Родопите. Проучва предимно праисторически обекти и обекти, свързани с ранната история на тракийските племена в районите на Златоград, Рудозем, Доспат, Баните. През 1981 г. открива пещерата Харамийска дупка в Триградското ждрело, оттогава тя ръководи разкопки там и открива много артефакти, свързани с първите обитатели. В последните години прави проучвания в района на община Девин. Участва в научни конференции и национални експедиции. Резултатите от проучванията публикува в научни и научнопопулярни издания.
През 2019 г. тя намира връзка между българската носия и знаци върху артефакти.

## Биография
Христина Вълчанова е родена в Асеновград, Народна република България. Завършва специалност „История“ във ВТУ „Св. св. Кирил и Методий“, специализира „Археология“. Постъпва на работа в отдел „Археология“ в Окръжния исторически музей в Смолян. Издирва обекти за създаване на археологическата карта на Смолянски окръг, с акцент и на пещерната археология.